# Carlos Jonguitud Barrios
Carlos Jonguitud Barrios (Coxcatlán, 4 november 1924 - Mexico-Stad, 22 november 2011) was een Mexicaans vakbondsbestuurder en politicus van de Institutioneel Revolutionaire Partij (PRI).
Jonguitud studeerde rechten aan de Nationale Autonome Universiteit van Mexico (UNAM). Hij werd onderwijzer en sloot zich aan bij de Nationale Vakbond voor Arbeiders in het Onderwijs (SNTE). Hij werd persoonlijk voorzitter van Manuel Sánchez Vite, sterke man van de SNTE, en leidde binnen de vakbond een beweging genaamd de 'Revolutionaire Voorhoede'. De Revolutionaire Voorhoede wist snel aan macht te winnen en op 22 februari 1972 slaagden Jonguitud en de zijnen erin gewapenderhand de macht binnen de vakbond over te nemen. Na een in alle haast georganiseerd congres werd hij tot voorzitter voor het leven benoemd. Jonguitud kon deze macht verkrijgen dankzij zijn vriendschap met president Luis Echeverría.
Hij werd in 1976 voor de PRI tot senator gekozen maar trad vroegtijdig terug om directeur te worden van het Instituut voor Veiligheid en Sociale Diensten voor Werknemers in Overheidsdienst (ISSSTE). Van 1979 tot 1985 was hij gouverneur van zijn geboortestaat San Luis Potosí. Van 1988 tot 1991 was hij opnieuw senator. In 1989 werd hij, nadat er toenemende kritiek was op zijn positie en handelwijze binnen de SNTE, door president Carlos Salinas afgezet als leider en vervangen door Elba Esther Gordillo.
- International Standard Name Identifier: 0000 0001 2260 9755
- Library of Congress Control Number: no2011108734
- Virtual International Authority File: 172435787
- WorldCat: E39PBJkxP8fGkxMq6Pxd34VwG3